# 1879年至1880年英格蘭足總盃
1879-80球季英格蘭足總盃（英語：1879-80 FA Cup），是第9屆英格蘭足總盃，五十四支球隊參加了比賽，比上賽季增加了十一支，儘管五十四支球隊中有五支從未參加過比賽。
今屆賽事的冠軍是卡納咸流浪，他們在決賽以1:0擊敗牛津大學，奪得冠軍。本屆賽事繼續在橢圓體育場舉行。
卡隊奪得他們唯一一次足總盃冠軍。

## 外部連結
- 英格蘭足總盃官網Archive-It的存檔，存档日期2012-04-24
- 英格蘭足總盃 歷屆冠軍（页面存档备份，存于）